# 森林家族

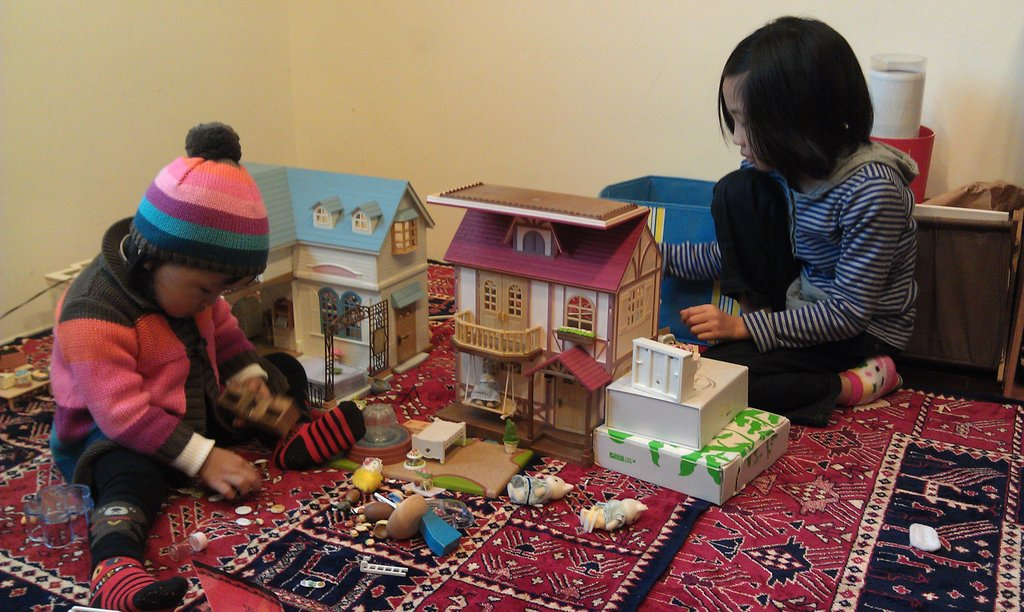
小朋友玩森林家族

森林家族（日语：シルバニアファミリー），是由日本Epoch公司所發行的一系列動物為主題的玩偶。最先發售於1985年，香港的代理是栢嘉玩具禮品有限公司；臺灣的玩具是由麗嬰國際代理。
森林家族系列玩具一共分為房子，家具配件以及人偶三大主題系列。

## 動畫
森林家族的動畫於2007年製作，共有「ドキドキいたずらマジック」、「プリンセスにあこがれて」、「流れ星のおくりもの」三話。台灣DVD的標題翻譯依序為：「狐狸哥哥的魔術秀」、「紅松鼠姐姐的公主夢」 、「亮晶晶的森林探險」。

## 外部連結
- 官方网站（可切换到多个国家和地区）
- 森贝儿家族 中国大陆官方網站 （页面存档备份，存于）
- 森林家族 台灣官方網站（麗嬰國際） （页面存档备份，存于）
- 森林家族 香港官方網站
- 森林家族 香港代理網站 ( （页面存档备份，存于）栢嘉玩具禮品有限公司)